# Sinosuthora
Sinosuthora es un género de aves paseriformes perteneciente a la familia Sylviidae. Sus miembros anteriormente se clasificaban en el género Paradoxornis.

## Especies
El género contiene seis especies:
- Sinosuthora conspicillata - picoloro de anteojos;
- Sinosuthora webbiana - picoloro de Webb;
- Sinosuthora brunnea - picoloro alipardo;
- Sinosuthora alphonsiana - picoloro gorjigrís;
- Sinosuthora zappeyi - picoloro encapuchado;
- Sinosuthora przewalskii - picoloro de Przewalski.